# 日刊スポーツ
日刊スポーツ（にっかんスポーツ、NIKKAN SPORTS、略称：ニッカン）は、日本国内で発行される日刊のスポーツ新聞。
日刊スポーツホールディングス（旧・日刊スポーツ新聞社）傘下の日刊スポーツ新聞東京本社（東京都）、日刊スポーツ新聞西日本（大阪府、愛知県、福岡県）、日刊スポーツ新聞北海道本社（北海道）の3社および沖縄タイムス社（沖縄県、印刷・発行委託）から発行されている。
朝日新聞系のスポーツ新聞で（創刊当初は朝日新聞とは無関係だった。経緯後述）、現存する日本のスポーツ新聞では最も歴史が古い。

## 概要

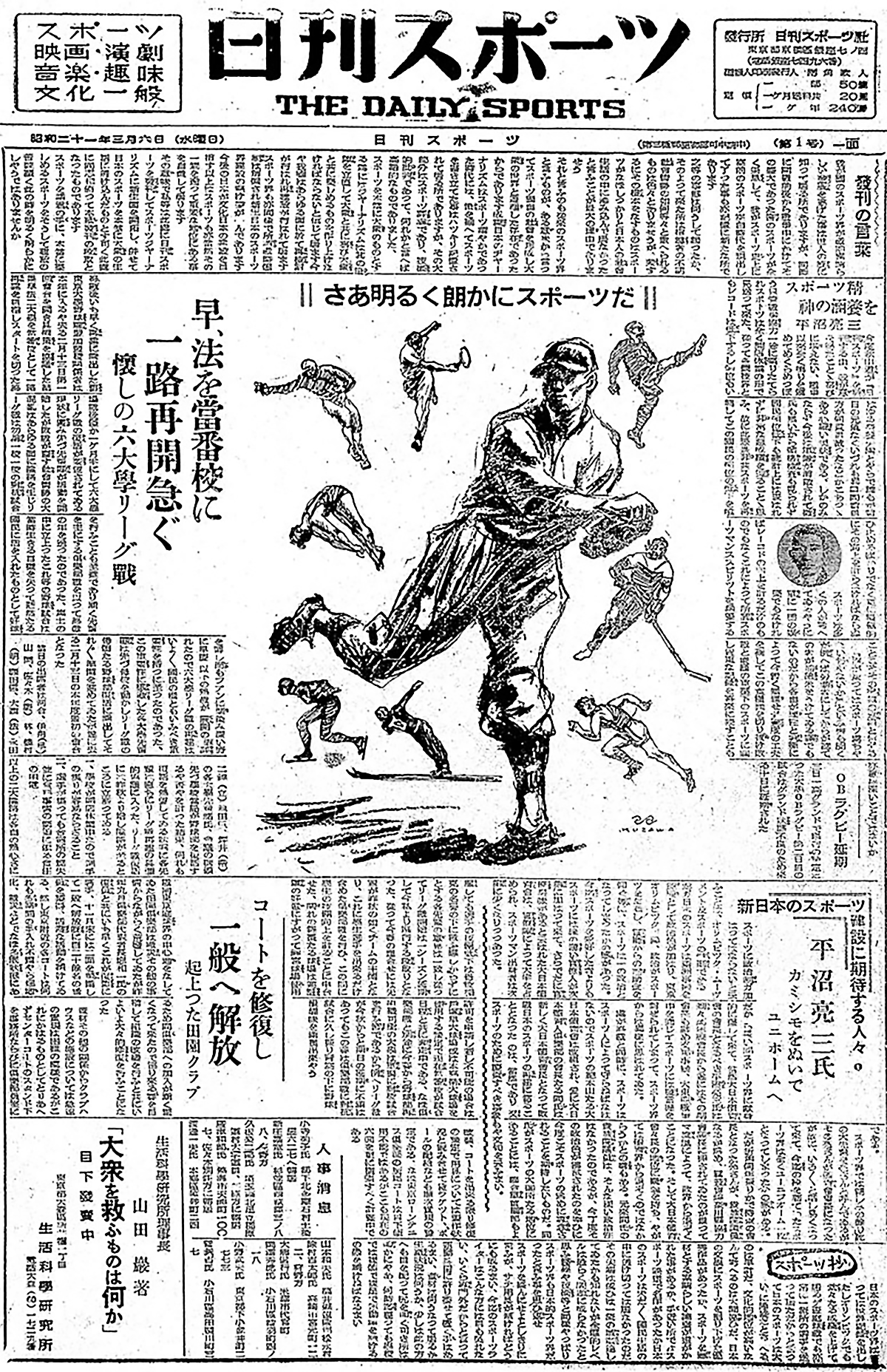
創刊の1946年（昭和21年）3月6日付の日刊スポーツ1面。

1946年（昭和21年）3月6日に日本最初のスポーツ新聞として東京で創刊した。元々は朝日新聞とは無関係の独立系のスポーツ紙であったが、これも朝日新聞とは無関係の神港夕刊新聞社が発行した日刊オールスポーツが、経営難となった際、朝日新聞販売店を経営した折田平市を介して、朝日新聞社と日刊スポーツ新聞社に事業譲渡し、それ以後は朝日新聞系スポーツ紙と位置づけられるようになる。
日刊スポーツは、全国各地の4社から発行されている。日刊スポーツ新聞東京本社（東京都）、日刊スポーツ新聞西日本（大阪府、愛知県、福岡県）、北海道日刊スポーツ新聞社（北海道）、沖縄タイムス社（沖縄県、印刷・発行委託）があり、いずれも株式会社であり、商号においては「株式会社」を先に置いている。2025年4月1日より、それまで印刷・制作業務を担当していた子会社『日刊スポーツPRESS』が印刷部門を朝日新聞社の子会社『朝日プリンテック』に譲渡し、社名を『日刊スポーツ新聞東京本社』に変更して制作・発行を行うことになり、それまでの『日刊スポーツ新聞社』は東京本社・西日本社・北海道社を束ねる持株会社としての存在に変わった。
朝日新聞社、テレビ朝日ホールディングスと関係が強いものの、日刊スポーツ新聞社（持株会社）では初代会長の川田源一から、2代川田博美、そして現会長の川田員之に至るまで、川田家がトップを務めている。これに対し西日本社の前身会社となる名古屋日刊スポーツ新聞社・大阪日刊スポーツ新聞社・西部日刊スポーツ新聞社の歴代社長は全て朝日新聞社出身である。なお、沖縄タイムス社は朝日新聞社と報道協定を結ぶなど協力関係にあり、沖縄版の現地印刷・発行の委託を開始するなど、事実上のフランチャイズ契約を結んでいる。
また、1面題字横の発行所クレジットは東京本社および西日本社では2025年3月31日まで「日刊スポーツ新聞社」と表記されていたが、4月1日以降東京本社版は「日刊スポーツ新聞東京本社」に改められた。
英語表記が「Daily - 」でないのはデイリースポーツと同じになってしまうためであるが、創刊当初は題字下に「THE DAILY SPORTS」という英題字が使われたことがあった。

## 特徴

### ブルーニッカン
競合のスポニチが1面の見出しを赤色基調としたことに対抗して、1977年（昭和52年）の全面リニューアル時に関東地方向け即売版から青色の見出しを導入。以後、「ブルー・ニッカン」の愛称で読者に浸透している。1面がフルカラー化した現在も題字や枠線など、青色を基調としたデザインを使用しており、一時はスポーツ報知が日刊に対抗してグリーン報知の愛称を導入するなど他紙にも強い影響を与えている。マスコットキャラクターはブルドッグをモチーフにした「ブル男」で、「ブルー・ニッカン」が名前の由来となっている。

### 社会面
1977年、スポーツ新聞で初めて「社会面」を掲載。1983年（昭和58年）の田中角栄元首相がロッキード事件の裁判で実刑判決を受けたのをきっかけに、社会報道も1面で大きく扱うようになった。このため、一時期担当部署が社会部として独立していたこともあったが、現在は文化社会部に統合されている。親会社の朝日新聞と異なり、共同通信社に加盟して配信を受けており、『47NEWS』に掲載されるものと内容が同一である。この影響か芸能面にも社会面的色彩が色濃く見られ、芸能人の不祥事（特に薬物関係）等の反社会的事件の記事を大きく採り上げる傾向がある。また、他のスポーツ紙が社会面で扱っている記事を芸能面に載せることも少なくない。一方で海外の芸能ニュースの掲載に積極的で、外国人スターの記事も比較的多く扱われている。

### 地元球団との関係
創刊当時、プロ野球とりわけ2リーグに分裂したてのセ・リーグを広報する機関紙的な役割を期待された部分があった。現在は、それぞれの地域にある球団に密着した記事を載せている。
例えば大阪本社版なら1面から3面まではセ・リーグ加盟の阪神タイガースやJ1・セレッソ大阪、ラグビーリーグワン花園近鉄ライナーズの記事を、同広島版は広島東洋カープおよびJ1サンフレッチェ広島のプロチーム系や地元広島のアマチュアスポーツを、名古屋本社版は中日ドラゴンズの記事を、西部本社版は福岡ソフトバンクホークスの記事を多く掲載している。
- 創刊当初、阪神は金田正泰、本堂保弥、藤村富美男、土井垣武といった重量感あるラインナップを送り込んだことから、本紙の野球担当記者高山方明が「ダイナマイト打線」という愛称を命名した。以降この愛称は阪神打線の代名詞となり、真弓明信・ランディ・バース・掛布雅之・岡田彰布を中心に圧倒的な破壊力でリーグ優勝し、日本一になった1985年にも「新・ダイナマイト打線」として使われた。2003年には当時の田淵打撃コーチが「阪神には打線に愛称がない」と発言したことから、早速大阪本紙版では紙上で愛称を募集し、その候補全てを1面に掲載した。結果は当時の星野監督から「時期尚早」と却下されお蔵入りした。2005年は勝手に「ダイナまいど打線」と命名している。また、2005年の優勝に貢献した3人のリリーフ投手、ウィリアムス・藤川・久保田の愛称として有名になった「JFK」は大阪本社整理セクション記者（紙面をレイアウトする役職）が命名した。1990年代初頭、星稜高校の松井秀喜を「ゴジラ」と命名したのも大阪本社の女性記者である。また、北海道本社版からは2006年の北海道日本ハムファイターズ強力リリーフコンビの武田久とMICHEAL（マイケル中村）を指し、親会社にも通じる「HAM(ハム)の方程式」という言葉も生まれた。

なお、東京本社版では競合紙で取り上げる機会の多い巨人と東京ヤクルトスワローズ関連の記事に代えて、他競技や芸能関連のニュースを1面に持ってくることすらある。

### バトル面
1988年（昭和63年）までは日刊スポーツグループで東京スポーツの印刷を受託していたこともあり、東スポが最大の得手としていたプロレスは1980年代前半まではあまり取り上げていなかったが、1986年（昭和61年）、輪島大士のプロレスデビューを機に"BATTLE（バトル）面"を新設して格闘技報道に本格参入。1990年代にはバトル面を終面に固定したこともあった。また、東スポのプロレス大賞に対抗した独自のプロレス・格闘技表彰『日刊バトル大賞』を制定した。
バトル面は当初、プロレス・プロボクシングを専門に扱っていたが、その後K-1やPRIDE、RIZINなど総合格闘技も取り上げるようになった。最近では、デイリースポーツ以外の他紙で取り上げられることがほとんどない女子プロレスの記事も比較的見られることもある。

### 中央競馬
1946年（昭和21年）の創刊から半年余り経って、日本競馬会（農林省を経て現・日本中央競馬会）による公認競馬（国営競馬を経て現・中央競馬）が再開されて以来、中央競馬のレース予想は中核コンテンツの一つとなっており、多くの優秀な予想者を輩出した他、著名な競馬評論家、馬主なども紙面に予想やコラムを掲載している。
競走馬の能力指数を表す「日刊コンピ指数」を掲載している。『競馬最強の法則』（KKベストセラーズ）では長期にわたりコンピ指数に関する記事が連載されているほか、関連本も複数出版されている。
2007年4月から大阪・名古屋・西部各本社が発行する土曜・日曜（原則）の中央競馬面を「極ウマ」と名づけて、別刷り（二部紙）・10〜14ページ立てで発行。開催場全レース(最大36レース)を網羅。競馬新聞より安価な予想紙として評価されている。通常の開催日は他のスポーツ・芸能などの記事の本編の後ろに織り込む別刷りという形としているが、日本ダービー、並びに有馬記念が行われる日については配列を逆のパターン、即ち「極ウマ」を本編、その他のスポーツ・芸能記事は別刷りというスタイルにしている。

### アダルト面廃止
スポーツ紙と言えば「アダルト（性風俗、エロネタ）」があるのも特徴だが、日刊スポーツは1970年代後半の社会面強化と前後して、子供のいる家庭への配慮と銘打って宅配版のみアダルトページを設けない方針に転換（他紙は地域によっては宅配もスタンド売りも同一紙面のことがある）。駅売店・CVS販売版でアダルト面が掲載されているページが、宅配版ではテレビ番組の紹介・解説欄に差し替えられている。
その後、大阪本社→西日本社ではスタンド売りも含めアダルト面を全廃（ただし、過去に掲載したことはあった。1990年代の一時期、テレビ面が番組表と解説の見開きだった時代には解説面を差し替えて掲載した事例がある）、全くピンク記事が無いスポーツ新聞として独自の路線を歩んでいる。東京本社発行版でも、駅・CVS売り版にもアダルト面を掲載しない地域が存在する。

### その他
- サッカーのスコア表記は、出場選手がGKからDF、MF、FWの順に表記されるのは他メディアと同じだが、ポジション内では右サイド→左サイドおよび後方→前線ではなく、背番号順という独特な表記となっている。またJリーグのスコア表記における韓国・朝鮮系選手の氏名表記は、クラブの方針がカタカナ表記であればそれに則っている（他紙はクラブの方針に拘わらずほとんど漢字表記）。
- 上記の各地域新聞社による発行紙面の他、東京本社では「東北版」「静岡版」、大阪本社では「中四国版」「広島版」、名古屋本社では「東海版（元気とうかい）」（2009年4月1日に従来の大阪日刊社・名古屋日刊社・西部日刊社の三社が日刊スポーツ西日本（大阪が本社）に一本化され、元気とうかい面消滅）などのローカル情報も細かく扱い、一部はインターネット上でも読む事が出来る。
- 氏名における旧字体の漢字使用例が他紙と比べて少ない（森山未来、長沢まさみ、栄倉奈々、高山善広など）。
- 2011年7月31日Web版芸能面にて新聞全国紙に先駆けて“吉永小百合「原発なくしてほしい」”との報道を行い、続いて紙面でも紹介した。
- Web版のコラムは野球、サッカー、釣りと幅広く連載されている。有名人のコラムも多く、セルジオ越後の「ちゃんとサッカーしなさい」と乃木坂46の寺田蘭世の「らんぜのNEWSがとまらんぜ」が異例の長期連載になっている[4]。
- 学生スポーツ新聞との連携に積極的で、Web上で主要私立大学の学生スポーツ新聞の記事を紹介するブログサイトも開設している。
- テレビ朝日、ANNとは同じ朝日新聞系列であるため、友好的である。『スーパーJチャンネル』など、テレビ朝日の報道番組で日刊スポーツ編集部と中継を結ぶこともある。ラジオ局の文化放送においても、夜のワイド番組内で放送されているスポーツニュースコーナーにニュースを配信している他、スポーツニュースコーナーの前後にはCMを放送している。
- バックナンバーを扱っている。支払方法は東京版（東北版・静岡版を含む）が郵便振替のみ、北海道版・名古屋版・大阪版・西部版が切手のみとなっている。通常は宅配版が配達されるが、即売版・東北版・静岡版を希望する場合はその旨を払込取扱票（東京即売版・東北版・静岡版）や封筒の裏側（北海道即売版・名古屋即売版・大阪即売版・西部即売版）に記入する。バックナンバーの取り扱い期間は大阪版、並びに東北・静岡版が発行から1か月、それ以外は2か月となっている[5]。沖縄版については、沖縄タイムス社のwebサイトで申し込む。

## スクープ
- 1993年9月17日、男闘呼組の解散をスクープ。当時は社に「読者広報室」がなかったため、編集部門にファンからの問い合わせ電話が殺到。業務に支障をきたす事態になったため、記事を書いた笹森文彦記者は対応専従をデスクに厳命されたという[6]。
- 2015年2月28日、アイドルグループ「アイドリング!!!」の同年10月を以っての解散とフジテレビ番組の『アイドリング!!!』の終了をスクープした[7]。神原孝・統括プロデューサーは「スッパ抜きをされて、解散発表とそれに伴う企画が全て水の泡になった」と公式サイトで報告している[8]。
- 2015年8月21日、AKB48のユニット「フレンチ・キス」の解散決定をスクープした[9]。
- 2016年1月13日、スポニチと共に[10]、SMAPが解散危機にあることを1面でスクープした[11]。

- 2016年11月22日、文化放送出身のフリーアナウンサーである吉田照美がパーソナリティを務めるワイド番組『吉田照美 飛べ!サルバドール』の翌春終了をスクープした[12]。吉田照美も同日の『飛べ!サルバドール』にて当該記事の事実を認め、2017年3月末をもって番組が終了することが発表された[13]。
- 2018年1月14日、前年末から活動休止状態だったGEMの3月解散決定をスクープした（事務所の公式発表は翌15日）[14]。
- 2022年7月18日、羽生結弦の現役引退・プロ転向をスクープ（実際の正式発表は19日17時）。
- 2023年1月12日、TBSラジオ平日昼のワイド番組『たまむすび』が同年3月末を以て終了することをスクープ[15]。同日放送の番組内で月 - 木曜日メインパーソナリティの赤江珠緒（フリーアナウンサー、元朝日放送アナウンサー）が、当該記事の大筋を認め正式発表した[16]。
- 2024年1月17日、日本放送協会（NHK）のアナウンサーである青井実が近日中に同局を退職した上でフリーアナウンサーに転身し、同年4月からフジテレビの夕方ニュース番組『Live News イット!』のキャスターに就任することをスクープした[17]。その後、青井は同年2月にNHKを退職[18]。同月27日にフジテレビから同番組の司会者として就任することが正式発表された[18][19]。

## 不祥事・誤報

### 誤報など
- 1948年（昭和23年）5月27日掲載の「米国の裸体ショー」で全国初のプレスコード違反に問われる。GHQは編集長春山泰雄を軍法会議にかけ、同年6月19日と25日に開かれた会議で罰金15万円、重労働1年間の有罪判決を下した。
- 1995年9月25日付一面で、日本女子大学教授であった島田裕巳が麻原彰晃からホーリーネームをもらい、幹部並みの待遇を受けていること、学生をオウム真理教に入信させたと報じた。しかし、島田から事実無根であると名誉毀損で訴えられ、全面敗訴した。1999年6月13日付の社会面に訂正、謝罪記事を掲載した。
- 2009年11月5日付で4人組ボーカルグループの「GReeeeN」が解散すると報じたが、メンバーや所属事務所がこれを否定した[20]。しかし、翌日付で報道はあくまで事実であるとし、訂正や謝罪はしなかった[21]。
- 2010年8月30日、「次期サッカー日本代表監督にホセ・ペケルマン氏合意」と記したが、同日実際に就任したのはアルベルト・ザッケローニであった[22]。
- 2010年11月10日付で、人気バンドのいきものがかりが2011年前半の活動を休止すると報じたが、いきものがかりの所属事務所はこれを否定し実際に活動は継続された。
- 第61回NHK紅白歌合戦にバンドのHY・BUMP OF CHICKEN・歌手の佐野元春が出場すると報じたが、出場したのはHYのみだった。BUMP OF CHICKENについては、2010年11月24日付では調整中と報じたが、前日にメンバーがブログで出場しないと明言していた。
- 2016年8月24日付で「夏目三久が有吉弘行の子供を妊娠、結婚は未定」、翌25日付で「有吉　夏目アナ　年内結婚」とそれぞれスクープしたが、同年11月24日付1面で「取材内容を再検証した結果、事実無根で当該記事には事実と異なるところがあった」とし、謝罪・訂正告知を行った[23]。なお、夏目と有吉はこの報道から約4年7ヶ月後となる2021年4月1日に結婚したことが翌2日夜に発表された[24]。
- タレントのフィフィが野田小4女児虐待事件などを引き合いに「児童虐待防止法改正に反対した蓮舫議員が、今回の虐待死の件で現政権を責めることが出来るのか」と『児童福祉法の一部を改正する法律の一部改正』(平成16年4月7日可決）[25] において、蓮舫議員が反対したことに疑問を呈する発言をネット上で行った[26]。その後、追従する形で日刊スポーツやスポーツ報知などの新聞社も発言を報じた[27]。一方で、蓮舫議員の初当選は平成16年7月11日の第20回参議院議員通常選挙であり、件の法改正に関わっていないこと、『児童福祉法の一部を改正する法律の一部改正』では反対票は0であったこと等[28]、発言内容の齟齬が指摘されていた[29]。後に、蓮舫議員からも「誤解が流布されている」という指摘を受け[30]、発言内容を訂正(削除)した[31]。発言の訂正により、報道した日刊スポーツも併せて訂正、謝罪する事態となった[32]。
- 2020年11月3日付で、同年12月31日に無観客で生放送すると発表している第71回NHK紅白歌合戦について、観客を入れての開催を含めて準備を進めている等と報じたが、同月5日行われたNHK会長定例記者会見にて会長(当時)の前田晃伸は「どこかで報道されたと聞いていますが、そのような事実はございません」と述べ否定した[33]。また同局幹部も「多くの検討を重ねて（無観客開催を）発表しています。こういう記事が出ることで、多くの視聴者を不安にさせたことで、大変に遺憾に思います」等と述べ重ねて否定した[34]。
- 2021年12月5日付の記事において、フィギュアスケート男子の宇野昌磨の担当コーチでもあるステファン・ランビエールが新型コロナウイルスの影響による入国規制により、同月23日から開催予定の全日本選手権での指導が出来ないと報じたが、実際は在留資格を保有しており、再入国扱いとなるため来日並びに指導が可能であると同月6日に日本スケート連盟が発表した。そのため、日刊スポーツも同日付で謝罪・訂正記事を出した[35]。
- 2022年2月にインターネットにて配信した北京オリンピックのフィギュアスケート競技を巡る記事において、引用した海外メディア記事の翻訳が正確ではなく、事実とは異なる部分が複数発生していたとして訂正・謝罪した[36]。
- 2022年6月23日配信のWebサイトにて、TBSテレビの情報バラエティ番組『ラヴィット!』に関する記事を掲載したが、同日、内容に誤りがあったとして謝罪し記事を削除した[37]。
- 2022年11月5日配信のWebサイト及び同日付の紙面にて、芸能事務所・ジャニーズ事務所(当時、現・SMILE-UP.)所属のアイドルグループ一覧表を掲載した際、ジャニーズWEST(当時、現・WEST.)の記載が無かったとして翌々日の7日に社の公式Twitter及びWebサイトにて謝罪・訂正を行った[38]。
- 2024年1月11日付の紙面および同日更新のWebサイトにて、プロ野球埼玉西武ライオンズ(以下西武)が福岡ソフトバンクホークス(以下ソフトバンク)にフリーエージェント移籍した山川穂高の人的補償選手として、和田毅を指名する方針を固めた等とする記事を掲載[39]。しかし、同日西武から和田ではなく甲斐野央を獲得することが発表された[40]。ただ、この件についてソフトバンクが本拠地とする福岡県を放送エリアとするテレビ局・テレビ西日本も同日に「西武は一旦和田の指名をソフトバンクに打診していたが方針を転換した」と報じているほか[41]、サンケイスポーツも甲斐野の移籍が正式発表された後の12日に同様の記事を掲載している[42]。
本紙も11日夜更新のWebサイト及び12日付の紙面にて「西武は10日時点で、昨年末にソフトバンクから出されたリストから和田を指名する方針を固めていた。方針通りにソフトバンク側に和田で打診したが、反響の大きさなどを鑑み、両球団が話し合って急きょ方針を転換。不祥事を起こした山川獲得の際にも(ソフトバンク)球団に多数のクレームが寄せられたが、同じような声が相次いだ。再度の協議の結果、西武は手薄なリリーフ補強として甲斐野を選び直した。」等とする記事を掲載した[43]。
- 2024年5月14日更新のWebサイトに、TBSテレビ取締役の瀬戸口克陽がTBSホールディングス新任の執行役員に就任等とする記事を配信した際、瀬戸口とする写真が別人であることが明らかになり、同日写真を訂正し再配信した。その際「初稿で配信した瀬戸口克陽氏の写真が別人のものでした。おわびして訂正します。今後、確認作業を徹底して配信するように努めます。」とする訂正記事を加筆した[44]。

## 創刊年とエリア

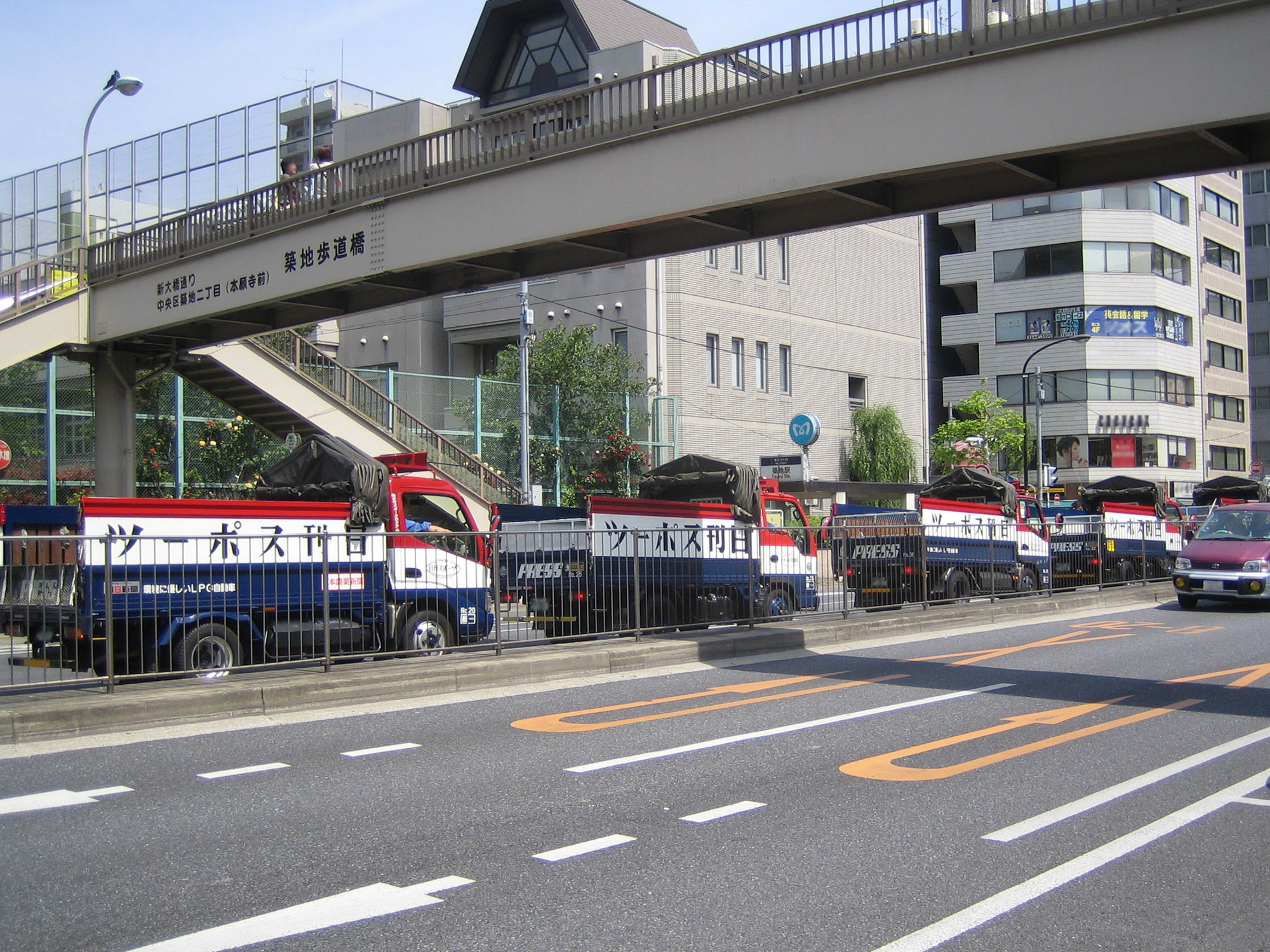
列を成す配送用車輌（東京都中央区の都道50号・本社付近にて）

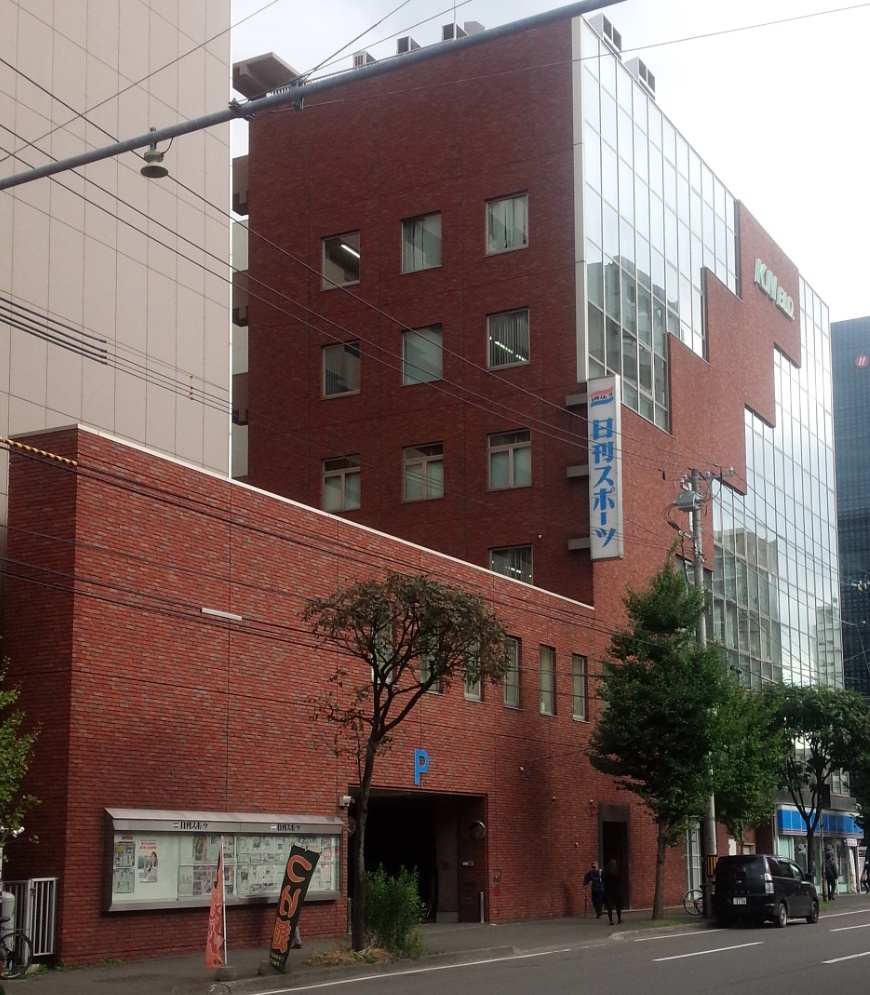
北海道日刊スポーツ新聞社（札幌市）

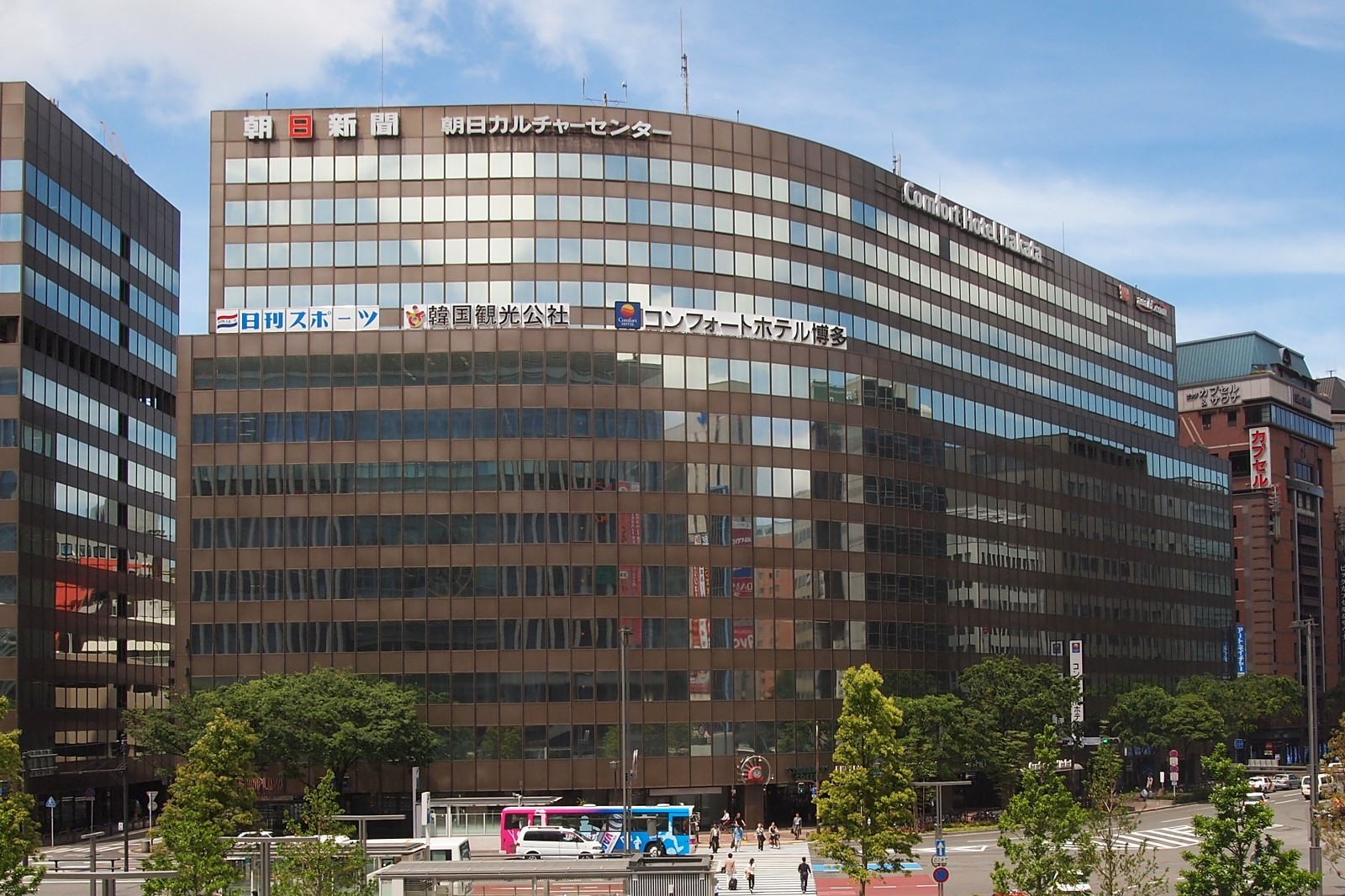
日刊スポーツ西部本社が入居する福岡朝日ビル（福岡県福岡市博多区）

東京 1946年

大阪 1950年（昭和25年）
創刊号は1950年1月20日付。創刊当初は神戸市の神港新聞社により「オール・スポーツ」として発行。のちにオール・スポーツ社として分立し大阪府に移転。1957年、経営難から朝日新聞社に援助を打診、当時、大阪府枚方市で朝日新聞販売店を経営していた折田平市が中心となって瀕死のオール・スポーツ社を救済してなんとか立て直した（当初は事実上、広義のフランチャイズ契約だった）。日刊スポーツは全国展開の狙いもあって株式会社大阪日刊スポーツ新聞社の経営に参加、正式にオール・スポーツを日刊スポーツと朝日新聞社に事業譲渡した。2009年4月、同社を存続会社として、後述の名古屋日刊スポーツ新聞社・西部日刊スポーツ新聞社を合併し、株式会社日刊スポーツ新聞西日本となり、大阪本社が「西日本社」の総本部となった。
北海道 1962年（昭和37年）
北海タイムス社と提携して発行開始。株式会社日刊スポーツ新聞北海道本社となる。後に現社名（株式会社北海道日刊スポーツ新聞社）に変更。地元の北海道新聞社系列の「道新スポーツ」より20年古い歴史を有し、北海道では高いシェアを誇る。
名古屋 1969年（昭和44年）
創刊当初は大阪本社で発行を開始した。1974年に大阪本社名古屋総局を設立（後に支社となる）。1995年に大阪本社名古屋支社から株式会社名古屋日刊スポーツ新聞社へ分離独立したが、2009年に事実上大阪本社に再統合され西日本社の名古屋本社となる。新聞の印刷は1990年から岐阜新聞社に委託していたが、現在は朝日プリンテック名古屋工場（愛知県北名古屋市）で印刷している。ただし岐阜県では毎日新聞系のスポーツニッポンともども岐阜新聞販売所で委託販売しており、岐阜放送（ぎふチャン・GBS）の番組表に一時期「日刊スポーツのご購読のお申し込みは朝日新聞、または岐阜新聞販売店にお問い合わせ下さい」と掲載されたこともあった。
西部 1977年（昭和52年）
「九州にも日刊スポーツを」という九州・山口地方のファンの要望にこたえ、朝日新聞社、九州朝日放送などが出資して北九州市に株式会社西部日刊スポーツ新聞社を設立、1977年4月1日に西部版第1号（紙齢は大阪版と同一）を発刊。2007年1月15日、北九州市と福岡市に分散していた本社機能を福岡市に全面移転した。創刊当初は大阪版の紙面を使用していた。1980年代後半から東京制作の記事を増やしたが、2009年4月以降は名古屋以西の発行本社3社のグループ再編による新会社「日刊スポーツ新聞西日本」が発足（事実上大阪本社に統合し、西日本社・西部本社となる）したのに伴い、再び大阪制作の記事中心に戻るが、1面は東京制作の物を使う日が多い。印刷は福岡県太宰府市の朝日プリンテック工場（関門地域=福岡県北九州都市圏と山口県西部、並びに沖縄県を除く残りの九州全域向け）及び山口県下関市のみなと山口合同新聞社（関門地域向け）の2カ所で行っている。なお、みなと山口合同新聞社では「九州スポーツ」（東京スポーツの九州版）の編集・印刷も行っていたが、2020年4月に編集・委託先を毎日新聞社系に変更している（編集=堺市の高速オフセット工場、印刷=鳥栖市、北九州市の毎日新聞西部印刷センター）。ただし、山口県東部地方（山口市の一部地区、防府市以東）と島根県石見地方は、2010年4月5日より広島地区での受託印刷工場の変更（中国新聞福山制作センター→広島制作センター）に伴い、同日付より発行エリアが西部版から大阪版に変更となった。
沖縄 1984年（昭和59年）
朝日新聞と関係が深い沖縄タイムス社との提携による。東京本社版のうちラ・テ欄、中央競馬面、公営競技面などは割愛されている（沖縄県には公営競技の施設がない。中央競馬の重賞レース記事が1面もしくは最終面の場合、沖縄県は西日本ではあるが、紙面制作の東京本社版を掲載。また重賞レースの結果のみ、最終面下隅の広告欄を差し替えて掲載することがある）。
東京本社版7版のうち1面及び最終面、スポーツ面、社会面、芸能面の構成で、カラー印刷の1面及び最終面以外はモノクロ印刷の12ページで発行され、東京本社の発行するページ数のおよそ半分となる。なお、スポーツ大会が重なるなどして多くなったスポーツ面により、紙面が12ページに収まらない場合には社会面や芸能面が割愛されることがある。
広告は沖縄タイムス社が募集したものに差し替えられている（掲載されている広告は沖縄県内の貸金業や男性向けクリニック、地元企業や病院、通販業者、沖縄タイムス自社宣伝）。2022年1月1日現在の月間購読料は税込1,029円（1部売り60円）。
これとは別に新聞販売業者により、日刊スポーツを含むスポーツ紙の東京本社や西部本社（福岡県）が発行している即売版を空輸し、航空便料金を上乗せして、業者のオフィス以外に沖縄ファミリーマートや那覇空港ターミナルなどで販売している（沖縄県で琉球新報社が印刷している日本経済新聞以外の一般紙、夕刊紙、競馬新聞も同様）。

## 紙面構成

### ページ割振り
- 表紙
- 野球
- スポーツ（サッカー、ゴルフ、相撲、格闘技ほか）
- レース（競艇、競輪、競馬、オートレース）
- 特集
- 企画
- レジャー（釣り、旅、食）
- テレビ面
- 社会（社会評論コラム「政界地獄耳」）
- 文化・芸能（ジャニーズグループ、AKB48グループ、坂道グループ、演歌、俳優 特集が充実）
  - １面特集『坂道の火曜日』『サタデージャニーズ』『日曜日のヒーロー＆ヒロイン』ほか（2020年現在）
- 裏表紙

### 紙面の差し替え
- 紙面は東京版と大阪版に大別され、さらに地方に応じて公営競技面、テレビ欄などの地元情報を差し替えている。一部例外はあるが原則として次のように分かれたが、2009年4月1日に大阪日刊社、名古屋日刊社、西部日刊社が合併し日刊スポーツ西日本（大阪が本社）となったため、流動的である。
  - 東京版系列：日刊本社、北海道日刊社、沖縄タイムス
  - 大阪版系列：日刊西日本社（旧大阪日刊社、旧名古屋日刊社、旧西部日刊社）
- 基本の版建て（締切時間の違いによる商品記号）は、締め切りの早い順に（遠隔地への配送順に）東京制作は6版、7版、7版★、7版★★、7版★★★。

大阪制作は2008年12月末まで11版、13版、13版△（実際の△印は二重）、13版△△（まれに13版△△△あり）。大阪では△のことをB（ビー）と呼んでいたが、2009年1月からは大阪制作も、東京と同じく6版、7版の表記となった。
大阪では最終版は通常8版で発行されるが、深夜にニュースが入ったときは9版やそれ以降の版を臨時に起こすこともある。現在は東京版は6版、7版、8版、9版で発行され、まれに10版まで発行することもある。即売版では8版、9版、10版に、宅配版では6、7、8版になる。
最終版が異なる理由としては、東京・大阪の都心部の駅売店・コンビニ向け即売版のために、深夜の締め切りギリギリになって入ったスポーツ・芸能ニュースの記事を差し替えるためである。
- 東京版・大阪版を使用していても、1面に地元の記事を載せる場合もある。例えば、北海道では、北海道日本ハムファイターズとJ1コンサドーレ札幌、宮城（東北）では東北楽天ゴールデンイーグルスやベガルタ仙台・モンテディオ山形、静岡県では清水エスパルスとジュビロ磐田の両J1参加クラブ、福岡では福岡ソフトバンクホークスやアビスパ福岡の記事が1面に来ることがある。また、高校野球や全国高校サッカーなどで地元の学校が好成績を挙げた場合、その記事が1面に来ることがある。その場合は東京版1面を裏面に掲載される。
- 大阪版を使用する広島県・山口県・島根県向けの紙面（西部本社管轄の山口県西部を除く）では、2006年3月23日からの中国新聞福山制作センター（ふくやまちゅーピーパーク）での現地印刷開始後[注 4]、1面に広島東洋カープ、サンフレッチェ広島の記事を載せる場合もある。
- 名古屋版は2014年以前、大阪版ベースの紙面構成に、中日ドラゴンズの記事を1面に扱う場合があった[注 5]。こうした傾向が出てきたのは、1990年に現地印刷を始めた辺りからである（前項参照）。しかし、西日本社に統合された2014年以後の紙面は、東京版とほぼ同一内容の紙面構成に変わり、ドラゴンズ記事1面扱いの頻度も以前に比べてかなり減ってきている。

なお、競合紙のスポニチ、サンケイスポーツ（愛知県・岐阜県では駅売りのみ）の名古屋版は大阪版とほぼ同一内容、スポーツ報知の名古屋版は東京版とほぼ同一内容という構成で、名古屋向けの差し替えを行なっていない（そのため、スポニチ・サンスポはほとんどが阪神一面、報知は大半が巨人一面となる）。
- 記事や広告など、名古屋版に差し替えたページには、版建て記号の後に「名」が付く（例・7版名）。

- 西部版では発刊当初は大阪制作の紙面構成であったが、1985年頃から東京制作の記事を1面にしていた。福岡ダイエーホークス（現・福岡ソフトバンクホークス）が福岡進出後は、九州のスポーツを取り上げて差し替えることも多かったが、2009年4月以降は「日刊スポーツ新聞西日本」の発足により、再び大阪制作の紙面構成になったが、2014年現在は全国的なニュースが1面の場合、東京制作のものを使用することが多い。なお、中央競馬面は東京制作の紙面構成だった頃も大阪で制作されていた。
- 2006年1月から、大阪で独自に制作されていた大阪版と名古屋版の文化・芸能面が、東京の日刊編集センター制作に変更された（一部大阪向きの記事に差し替えあり。[注 6]）。
- 1面の広告は、東京版と北海道版は「アサヒビール」[注 7] だが、関西・西部・名古屋版は別の企業広告を掲載している[注 8]。なお関西・西部・名古屋版は、2011年3月31日まで1面の下部にその日の紙面内容の概要を掲載していた。
例：3面「石川遼…」21面「○○さん死去」
- 一部の記事（一部一般スポーツ、芸能、社会など）で、欄外端（奇数ページ=左端、偶数ページ=右端）に、その頁掲載記事についての関連の一口メモ的な1行記事が掲載されている場合がある。
- 東京版でも静岡県西部（大井川以西）と山梨県向けは早版（6版）扱いになり、最終版は販売されていない。静岡県東部・中部（大井川以東）は7版が販売されている。家庭版・即売版ともアダルト面はない。

### 題字
明朝体の「日刊スポーツ」の文字は創刊以来不変（前述のとおり、創刊当初の極数年、下に「THE DAILY SPORTS」という文字が入っていた）であるが、1990年代後半頃まで、太陽をイメージしたライン（地紋）を、東日本（沖縄を含む）は左、西日本（沖縄除く）は右からそれぞれ横に伸びる形式で描かれていた。なお大阪・名古屋版は1990年代の一時期、左端に縦で題字を書いていたが、この時もラインは右から伸びるものであった。
現在は「日刊」を少し大きく出し、スポーツという文字を少し小さくして、そこに青いラインが入る。その下に太い青枠で、白抜きで「Nikkan Sports」（Sは赤文字）と書かれている。なお、題字スペースのサイズはその日の1頁の紙面構成により変動する。

### テレビ面の扱い
長年、東京本社（関東首都圏向けのみ 2010年3月まで）と、2007年4月以後の北海道・西日本（統合前は大阪・名古屋・西部）本社版の地域宅配版では、最終面にテレビ番組面を掲載していた。関東版については、親企業である朝日新聞社が1992年にGコードを掲載するようになってから、長らくそれを付けていた が、地デジ対応のため、2009年3月29日付で廃止）が、現在は中面見開きとなった。
後述するが、関東版は2010年4月1日から、それ以外も2011年4月1日からはテレビ欄を全国的に中面に移動（これにより最終面はダブル1面に）2011年度から関西・関東版はテレビ欄の字を読みやすく2ページ見開きになる。

#### 関東・東北・甲信越の場合
- 2010年3月まで
宅配最終面では在京キー局とNHKの総合テレビをフルサイズ、独立県域局とNHK衛星2波、WOWOWアナログをハーフサイズとなっている。中面「読むテレビ」（テレビ関連の特集記事）では、下段にNHKハイビジョン、在京キー局系列のBS、WOWOWデジタル、スターチャンネルハイビジョン、BS11、トゥエルビをハーフ、J SPORTS、スカイ・エー、GAORAとラジオ各局をクォーターサイズで載せている。なお即売版は配置が代わり、最終面が「読むテレビ」、中面がアダルト面と地上波テレビ番組表（サイズは小さめ）を載せている。また、2009年3月30日付からは在京キー局の配列が地上デジタル放送のリモコンキーIDの小さい順番に再編され、一部ではそれまで民放トップを独走していたフジテレビの視聴率低下、業績低迷につながったという指摘もある[注 10]。
- 2010年4月から
関東で唯一最終面にあったニッカンであったが、ダブル1面採用に伴い内側に移った。芸能面に挟まれる形でテレビ面が入っている。宅配ではカラーページで在京キー局とNHK総合・教育テレビをフルサイズ、NHK衛星2波、WOWOWアナログをハーフサイズ、朝日ニュースターとNHKハイビジョン、在京キー局系列のBS、WOWOWデジタル、スターチャンネルHV、BS11、トゥエルビをクォーターサイズで掲載している。数ページあけて「ニッカンバラエティ」（日替わりの特集記事。後述）の下に、すべてクォーターでJ SPORTS(1・2・ESPN・Plus)、フジテレビワン・ツー・ネクスト。その下段にはNHK第1・第2、TBS、文化放送、ニッポン放送、ラジオ日本、ラジオNIKKEI。広告を挟んで東京・埼玉・群馬・神奈川・千葉・栃木の独立局の番組表が掲載されている。これにより、FMラジオと一部の衛星放送の番組表が未掲載となった。
  - ニッカンバラエティの日替わり特集
    - 月曜日：プレシャス!宝塚
    - 火曜日：（調査中）
    - 水曜日：（調査中）
    - 木曜日：「アニメ!!パンチ」／これはクルッ!　【隔週交代】
    - 金曜日：いりあのみんな釣り族〜ベテランからビギナーまで〜
    - 土曜日：パチンコ&パチスロ
    - 日曜日：美人ドクターのエイジマネジメント
- 2011年4月から
左頁（奇数頁）はカラーページで、在京キー局とNHK総合・教育テレビをフルサイズ、東京・埼玉・群馬・神奈川・千葉・栃木の独立U局、在京AM局、ラジオ日本、ラジオNIKKEIをクオーターで、各局の番組紹介を囲むように掲載。
右頁（偶数頁）は、NHK衛星2波、在京キー局系列のBS、WOWOWプライムをハーフサイズ、J SPORTS(1・2・3・4)、スターチャンネル1、BS11、トゥエルビ、フジテレビONE/フジテレビTWO/フジテレビNEXT、テレ朝チャンネル、朝日ニュースター、スカイ・Aスポーツプラス、衛星劇場をクォーターサイズで掲載している。また、芸能面との統合により、これらもカラーになった。
その後2011年10月と2012年3月の新BSチャンネル開局で右頁の掲載チャンネルが若干変更され、WOWOWはハーフサイズ2列分で3チャンネル分表示(プライム、ライブのクォーターの番組表の下にクォーターのシネマの番組表を半分ずつ掲載)、釣りビジョン、IMAGICA BS、BSスカパー!がクォーターで追加された。
- 2022年4月から
11年ぶりにラテ欄を改定。フォントなども変えるほどの改定となった。在京キー局とNHK総合・教育テレビをフルサイズで載せるページはほぼそのままに、各局の下側にそのチャンネルのおすすめ番組（日本テレビなら日本テレビとBS日テレの番組から）を紹介。全番組から抜粋の「今日の一本」と映画番組を紹介する「お茶の間映画館」は継続。ページの折り目側にNHK-BSと民放BS＋WOWOW3チャンネル。別面の社会面一部スペースを使って在京独立局6局と在京AM各局＋ラジオNIKKEI。この改定によりCSチャンネルや民放キー局傘下以外のBS局の掲載がなくなった。

#### 関西・東海・北陸（信越以外）・中四国（山口県西部以外）の場合
- 1985年ごろから2007年3月まではダブル1面を採用したため、テレビ欄は中面にあり、民放FMが少なかったころは、KBS京都・ラジオ関西・和歌山放送などの番組表も収録されていた。
- 2007年4月から2011年3月は最終面でNHKと在阪（関西）・在名（名古屋）準キー局のフルサイズ番組表、下段左側にABCラジオ、MBSラジオ、FM大阪（関西）・CBCラジオ、東海ラジオ、ぎふチャン（本文では「ぎふ」との表記のみ）、および在富民放テレビ局と北陸朝日放送[注 11]（名古屋・富山）の番組を小サイズ、右側にNHK衛星第1・2、WOWOW、独立県域局の番組表をハーフサイズ（NHK衛星第1だけ準フル）で載せている。またその他衛星放送（BS11、トゥエルビは未収録）と解説は芸能面下段。
- 最終面下段は2009年3月までは解説欄であったが、2009年4月以後解説面を芸能面下段に移す代わりとして日替わりコラムが掲載されるようになった。
  - 月曜日： はるな愛「あげるよね〜はるなの愛」
  - 火曜日
    - 「テレビライフ」（テレビ番組出演者へのインタビュー 2009年4-9月）
    - ニッカン座人生劇場「役者の生きざま」（松井誠、竜小太郎、大川良太郎、橘大五郎の大衆演劇俳優の4人に密着したドキュメント記事 2009年10月-2010年3月）
    - 大谷昭宏「フラッシュアップ」（2010年4月-2011年3月 これは2010年3月以前も社会面で掲載されていた）

  - 水曜日： アントニオ猪木「猪木のコトバ」
  - 木曜日： 室井佑月「室井佑月のひとりごと」（これは2009年3月以前も社会面で掲載されていた）
  - 金曜日： 「英語でしゃべるday」（英語講座 ECC外語学院協賛）
  - 土曜日
    - ローラ・チャン「ローラ・チャンネル」（2009年4-8月）
    - 「お笑い7Days」（2009年8-12月 銀シャリとSpan!が隔週で執筆した漫才コラム）
    - 小椋佳「あの歌の周辺」（戦後史に名を残した名曲の誕生秘話 2010年1-3月）
    - 島田秀平の「手相コラム」（2010年4月-2011年3月）

  - 日曜日： 「習慣大河テレビジョン」（大河ドラマガイド コラムニストのキャロラインしばたが執筆）

※平日のコラム下段には、当日に放送される『上沼恵美子のおしゃべりクッキング』のレシピが写真入りで掲載されている。
新聞休刊日の場合のテレビ番組欄は当日を最終面、翌日をその1つ前のページ=最終面の裏側に掲載していた（その場合でもコラムは掲載される番組表の曜日に準じて掲載した）。関西版では一時期別の中面に休刊日翌日の番組面をおいていたことがあった
- 紙面刷新のため2011年4月1日付けより4年ぶりに中面に移動。今回は地デジ対策のため関西・名古屋版については番組表の文字サイズを拡大する（中四国の文字サイズは未定）など、2ページ見開き形式を採用し、右頁にカラーの地上波番組表（関西版の場合、大阪各局はNHK Eテレを除きフルサイズ。サンテレビ・KBS京都はハーフサイズ、NHK Eテレ（テレビ大阪の下）、およびびわ湖放送、奈良テレビ、テレビ和歌山はクォーターサイズ）と番組の解説記事、およびABC、MBS、FM大阪のラジオ番組表（クォーターサイズ）。左頁は衛星各局番組表（NHK BS1とBSプレミアムは準フルサイズで、民放各局系BSはハーフサイズ、一部BSとCS放送はクォーターサイズで収録。2023年2月時点では、WOWOW（プライム、ライブ、シネマ）、スター・チャンネル1（以上上段）、ディズニー・チャンネル、J SPORTS1,2,3,4（以上BS扱い）、スカイ・A、日テレジータス、ゴルフネットワーク、衛星劇場（以上CS扱い）（中段）、放送大学キャンパスON（大学授業用放送）、釣りビジョン、WOWOWプラス（以上BS扱い）（下段。小サイズ2列）と解説、および芸能・文化記事を掲載している（大阪版についてはBS・CSの頁は原則としてモノクロになっているが、カラーページでの掲載の場合はカラー表示となる）。
- 名古屋版では、NHK総合テレビ及び、在名民放5局はフルサイズ、三重テレビ、ぎふチャンは3分の1サイズ、富山県域民放3局と北陸朝日放送はクォーターサイズ、NHK Eテレ及び、CBCラジオ、東海ラジオ、ぎふチャンラジオはクォーターサイズの2分の1サイズ。BS・CSは関西版と同様。
- 石川県・福井県・三重県伊賀地方・三重県熊野市版ではNHK総合テレビ、関西広域4局、石川県4局（上段にテレビ金沢、北陸朝日放送、下段に北陸放送、石川テレビ）をフルサイズ、福井県2局（福井放送、福井テレビ）をハーフサイズ、残りのテレビ局は関西版と同じ掲載形態となっている。2008年頃まで、石川県・福井県版には鳥取県・島根県民放3局、岡山県・香川県民放5局も掲載されていた（鳥取県・島根県と同じ内容だった）。なお、CBCテレビ・東海テレビ・メ～テレ（名古屋テレビ）・中京テレビ・三重テレビは本来視聴できる三重県伊賀地方版・熊野市版などには掲載されていない。文字サイズは関西広域4局のみ拡大となっている。また、これに伴いコラムは月曜の特集頁に移行する大谷と英会話教室（英会話は当面隔週）、これまでどおり日曜テレビ面に執筆するしばたを除き全部終了となった。

但し、関西・名古屋版の「見開きテレビ面」は今回が初ではなく、1990年代初期の一時期番組表と解説記事（即売はアダルト記事差し替え）を見開きにして掲載したことがあった。
休刊日の場合、当日分は通常と同じ箇所（芸能頁と見開き）とし、翌日分（宅配休刊日）は日替わり特集頁との見開き（この場合でも地上波テレビ・ラジオ番組表と解説記事は右側、衛星の番組表（解説は省略）は一部スペースを縮小する形で日替わり特集頁の下段に掲載している。
2012年4月以後は中頁での掲載には変わりないものの、BS・CSの番組表が別頁に収録され、休刊日以外の日でも必ずしも見開きでの掲載とならないことが多くなっている（そのため欄外に白抜きで「BS・CSは○面」と注釈をつけている）。テレ朝チャンネルについては正式に2チャンネル体制 となった2013年4月以後は収録を中止し、代わってFOX bs238の掲載を開始した。しかしFOX bs238が廃止になった後はBSスカパー!に差し替えられたがBSスカパー!も廃止になったため、放送大学キャンパスonに差し替えられた。
2023年4月1日付から、解説欄を廃止し、関西版の場合は、テレビ大阪の左隣にNHKのBS1，プレミアム（以上ハーフ）とスカイA（クォーター）、従来の解説欄に当たる箇所にそれ以外の民放BS，WOWOW3チャンネル（1段目）、BS11，トゥエルビ、J SPORTS4チャンネル、BSよしもと（2段目）、（ラジオ3局の隣に）ゴルフネットワーク、日テレジータス、GAORA（3段目）が掲載されている。
またNHK総合の左隣の広告欄の下に、NHK Eテレとびわ湖テレビを極小2列でサンドウィッチする形で、サンテレビ、京都テレビをハーフ、テレビ和歌山、奈良テレビをクォーターで掲載している。

#### 九州（山口県西部含む）の場合
- 以前：九州と山口県西北部を中心とする西部版では、一部を除くスタンド売り紙面ではテレビ欄はハーフでNHKG、E、RKB、KBC、TNC、FBS、TVQ、KRY、TYSを掲載。この下はデリヘル情報など。別ページにアダルトページ。
- 西日本3社統合で、大阪版をベースとした紙面となった2009年4月以後、最近では以下のように改められている。
  - アダルトページは別ページで変わらず（大阪・名古屋版は即売でも連載していない）。家庭版では番組ガイドなどに置き換え。
  - 番組表は、2009年4月-2011年3月までは朝日新聞同様最終面と中面に移され、全九州（沖縄除く）・山口のテレビ局、NHKハイビジョン、BS11を除く民放連加盟BSデジタル局、NHKラジオ第1、KBCラジオ、RKBラジオを掲載。
- 2011年4月1日からの紙面刷新でテレビ面は2年ぶりに中面に移動となったが、同年3月31日までは下の表の右頁（メイン）の局が最終面、左頁（第2テレビ・ラジオ面）は中面の掲載だった。（この時BS1は最終面2/3サイズ、BS2とWOWOWアナログは最終面4割以下だった）振り分けは以下の通り。

| サイズ  | 右頁（メイン）                                     | 左頁（第2）                                                                                |
| ------- | -------------------------------------------------- | ------------------------------------------------------------------------------------------ |
| フル    | NHK総合、福岡5社                                   | 無し                                                                                       |
| 2/3     | なし                                               | NHK BS1・NHK BSプレミアム                                                                  |
| 4割以下 | NHK Eテレ、佐賀・山口・ 大分・長崎・熊本の民放各社 | 宮崎・鹿児島の民放各社、 上記のラジオ局とWOWOWプライム・BS11・トゥエルビを含むBSデジタル局 |

#### 沖縄の場合
沖縄版は紙面スペースの都合によりテレビ面は載せていない（新報スポニチも同様）。

### 最終頁
- 関東・関西・北海道ではテレビ面を最終面に配置していた時代も、不定期にて主要イベント開催時（夏季・冬季近代オリンピックやFIFAワールドカップといった国際的に注目されるスポーツ大会の期間中など）にテレビ面を中面にしてダブル1面を特設したり、日によっては「ラッピング」紙面（競馬、競輪、競艇のビッグレース開催日などには通常の紙面の上に抜き取りが可能な4ページ立て関連特集の記事を掲載）を採用したこともあった。
- 東京本社版では、関東以外の東京本社管轄地域（東北地方・甲信越地方・静岡県 東北と静岡県は地域版の「東北版」「静岡版」掲載）と関東の売店即売版は、関東宅配が最終面テレビ面を掲載し続けている間も継続してダブル1面を載せていたが、2010年4月1日から紙面リニューアルで全てダブル1面がレギュラー化になった。
  - なお静岡県向けと東北向けは、宅配・即売ともに引き続き地域版を最終面掲載。裏一面は中面に移行掲載。
  - これに伴い、最終面にあったテレビ面を中面掲載としたほか、芸能面を2ページから3ページ（うち1頁はテレビ面と隣接）に拡大移行した。芸能面ではお宝写真付きになる。
- 2011年4月1日から、北海道・西日本（大阪・名古屋・西部）本社版もテレビ面のリニューアルにより中頁移行となった。

大阪・名古屋版は4年ぶり、西部版は大阪版ベースとなった2009年4月以来2年ぶりとなるダブル1面レギュラー化となる。これを受けて最終面には4月1ヶ月間を通して、「春のニッカン新紙面!! 裏面ニュース!! TVワイド○・×面（その日掲載される頁）」と告知されるようになった。（5月以後は特に案内はされていない）テレビ頁は見開き2頁に。BS・CSの番組表と芸能記事の一部が一体化されるようになった（前述の通り2012年4月以後は必ずしも見開きとはならない日も増えている）。東京本社版でも最終頁のニュース記事の隅に「テレビ番組○面」と掲載されている。

## 表彰制度
日刊スポーツは各競技や分野で、多くの表彰制度を作ってきた。
- 日刊バトル大賞 - プロレス大賞に倣って1996年（平成8年）創設。
- 中央競馬騎手年間ホープ賞 - 2002年（平成14年）創設。JRA協賛。JRA賞最多勝利新人騎手賞、民放競馬記者クラブ賞の対象にならない2年目以降に成長した若手騎手を対象とする。
- 日刊スポーツ映画大賞 - 報知映画賞に倣って1988年（昭和63年）創設。
- 日刊スポーツ・ドラマグランプリ（英語版） - テレビドラマを対象とした賞。春夏秋冬のクールごとに選考が行われたうちの各上位5位から、毎年4月に年間大賞が選出される。2021年現在で第24回。ウェブサイト「ニッカンスポーツ・コム」などによる読者投票により選出される。

## 発行所
もともとは日本初のスポーツ紙、独立した新聞としてスタートした経緯があるため朝日新聞社の拠点とは異なる場所に置かれていたが2000年代辺りから同業他社に倣うかのように、朝日新聞社の拠点ビルに集約する動きが続いている。東京社も同じ築地街区に朝日新聞東京本社がある。
- 日刊スポーツホールディングス（旧・日刊スポーツ新聞社。2025年4月1日に持株会社に移行し商号変更）
  - 日刊スポーツ新聞東京本社（対象地域：関東、甲信越、東北、静岡県）
    - 本社：東京都中央区築地三丁目5番10号
    - 総局：東北（仙台）、支局：静岡

  - 日刊スポーツ新聞西日本
2009年4月1日、株式会社大阪日刊スポーツ新聞社を存続会社に、株式会社名古屋日刊スポーツ新聞社・株式会社西部日刊スポーツ新聞社と合併し発足した。
    - 日刊スポーツ新聞西日本大阪本社（旧：大阪日刊スポーツ新聞社）（対象地域：近畿2府4県、三重県の伊賀地区と熊野市以南、石川県、福井県、山口県西部を除く中国地方、四国4県）
      - 本社（日刊スポーツ新聞西日本の登記上本社）：大阪府大阪市北区中之島2丁目3番18号 中之島フェスティバルタワー東館23階
      - 2013年1月1日移転。設立時は編集局の機能は豊中市服部寿町五丁目92番1号に、広告と販売については当初は福島区→2002年北区中之島二丁目3番18号 新朝日ビル11階に移転しそれぞれあったが、2005年11月をもって編集部門が同ビルの11階に、総務・経理の管理部門と役員室が6階に移転し、全面移転を完了した（写真参照）。しかし、新朝日ビルの建て替え工事に伴い、2008年12月を以って中之島社屋を閉鎖、再び2009年1月1日付で福島区にある「阪神ダイヤビル」へ暫定移転した。なお、同区内には系列の朝日放送が大淀から移転している。2013年1月1日に新朝日ビル跡地に建設された中之島フェスティバルタワー23階に再移転した。
      - 総局：広島

    - 日刊スポーツ新聞西日本西部本社（旧：西部日刊スポーツ新聞社）（対象地域：九州、山口県西部）
      - 本社：福岡県福岡市博多区博多駅前二丁目1番1号 福岡朝日ビル7階（それまで広告局・販売局・編集局レース部は北九州市小倉北区堺町に、編集局報道部は福岡市博多区上牟田にそれぞれあったが、2007年1月15日をもって、現住所に統合・移転した。）

    - 日刊スポーツ新聞西日本名古屋本社（旧：名古屋日刊スポーツ新聞社）（対象地域：愛知県、岐阜県、大阪本社エリアを除く三重県、富山県）
      - 本社：愛知県名古屋市中区栄一丁目3番3号 朝日会館12階

  - 日刊スポーツ新聞北海道本社（対象地域：北海道）
    - 本社：北海道札幌市中央区北3条東3丁目1番30号 KNビル
- 沖縄タイムス社（対象地域：沖縄県、印刷・発行委託）
  - 本社：沖縄県那覇市久茂地二丁目2番2号

1頁の題字の発行クレジットは2025年3月までは北海道（北海道日刊スポーツ新聞社）と沖縄県（沖縄タイムス社。事実上のエリアフランチャイズ）を除き、すべて発行地域に関係なく「日刊スポーツ新聞社」で統一され、それぞれの対象地域に準拠した地域本社の住所が収録されていた（広島総局は西日本本社の大阪本部、沖縄版は東京本社の住所と併せて「沖縄地域発行　沖縄タイムス社」としてある）。なお東京版では過去に全本社の住所が掲載されていた。

1部売りは東京・北海道両本社発行分は150円（消費税込み）だが、大阪・名古屋・西部各本社発行分は140円、沖縄タイムス社発行分は60円とそれぞれ10円、90円安い。月ぎめ購読料は消費税込み3,353円（大阪・名古屋両本社発行分も含む、沖縄県は1,029円）。かつては親会社の朝日新聞社が展開する電子版『朝日新聞デジタル』とのセットコース（対象は日本国内の新聞販売店で日刊スポーツを宅配購読していれば利用可能）を申し込むことが出来たが、2023年5月でセットサービスの提供を終了した。
2014年3月31日付までは名古屋本社発行分は120円と他紙より10円安かったが、これは地元スポーツ紙の中日スポーツ（1部120円）が圧倒的なシェアを有しているための販売政策であった。消費税率が8%に上昇した同月4月1日から、東京・北海道各本社発行分は1部140円、名古屋本社発行分は1部130円にそれぞれ10円値上げ。大阪本社発行分は2020年3月31日付まで1部130円を維持していたため、1面の右上に130円と赤文字で明記することによって、他紙より安いことを訴求していた。西部本社発行分も2014年4月以降は1部130円に据え置いていたが、2015年4月1日付から東京・北海道両本社版同様140円に値上げ。消費税率が10%に上昇した2019年10月1日以降も、1部売りの価格を据え置いたため、東京・北海道・西部各本社版では1面の右上に青文字で140円と表記していた。2020年4月1日付から、東京・北海道両本社発行分を1部150円に、大阪・名古屋両本社発行分を1部140円に値上げ（西部本社発行分は140円据え置き）。大阪・名古屋両本社版では、1面の右上に青文字で140円との表記を入れていた。しかし、2021年4月1日付から西部本社分、2021年11月1日付から大阪・名古屋両本社発行分も1部150円に値上げ。11月1日には競合紙の『スポーツニッポン』（以下『スポニチ』と略記）も大阪本社発行分の1部売り価格を140円から150円に改訂したため、大阪で発行されているスポーツ紙は、前月までに値上げしている『スポーツ報知』『デイリースポーツ』『サンケイスポーツ』を含めて11月1日発行分から1部売りの価格を150円に統一している。
西日本地区を統合に向かわしめた原因に、『スポニチ』の全国統合がある。スポニチは、ニッカンと異なり大阪で発足しその後東京・西部が分かれたが2004年に東京を本社として再統合し、大手3紙系のスポーツ紙としては初めて全国1社体制を確立した。朝日新聞社としても日刊の地域密着路線を維持しつつも経営・事業運営の効率化からこの動きを注視しており、この経営統合は全国1社体制の準備段階ととらえることができる。
- 似たような事例にKDDIの携帯電話事業auの全国統一過程がある。当初は関東・東海が“IDO”（日本移動通信）、ほかの地域が“セルラー”であった。KDDI発足時IDOはその母体会社となったものの、沖縄以外のセルラー各社は関西セルラー電話を存続会社として合併し、「株式会社エーユー」となった。その後KDDIが「株式会社エーユー」を吸収合併し、全国統一を果たした[注 13]。

なお、スポニチは、全国統一後も沖縄県については沖縄タイムスのライバル紙『琉球新報』に業務委託（『新報スポニチ』）している。

## 記者・契約評論家

### プロ野球

#### 東京本社
- 森祇晶(1995〜2000、2003〜)
- 小谷正勝(2025～) ※客員評論家
- 西本聖(1995〜2002、2004〜2009、2016〜）文化放送解説者兼
- 渡辺久信(2002～2003、2025～) ※客員評論家。BS朝日・文化放送準レギュラー解説者兼
- 篠塚和典(2004〜05、2011〜) 日本テレビ・ラジオ日本解説者兼
- 緒方耕一(2011〜2017、2023〜) 日テレジータス解説者兼
- 佐々木主浩(2006〜) TBSテレビ・ニッポン放送解説者兼
- 宮本慎也(2014～2017、2020～) NHK解説者兼
- 里崎智也(2015〜) フジテレビ・チバテレ・テレビ東京・テレビ東京・ニッポン放送等の解説者兼
- 谷繁元信(2017〜) フジテレビ・tvk・メ～テレ・DAZN・ニッポン放送・東海ラジオ解説者兼
- 上原浩治(2020〜) 日本テレビゲスト解説者・TBSテレビ『サンデーモーニング』・NHK G『サンデースポーツ』コメンテーター兼務。
- 田村藤夫(2020〜) ※二軍の若手選手を中心に取材・評論
- 平石洋介(2025〜) TBCテレビ・TBCラジオ・J SPORTS等の解説者兼

#### 西日本社

##### 本部・大阪本社
- 一枝修平(1988〜89、92〜96、99〜)
- 山田久志(1989〜93、97〜98、2004〜) CBCテレビ・CBCラジオ解説者兼
- 梨田昌孝(1989〜92、2005〜07、12〜15、19〜) フリー
- 広瀬叔功(1993〜) ※広島版の解説も兼務している。
- 真弓明信(1996〜99、2005〜08、12〜) ABCテレビ・ABCラジオ・サンテレビ解説者兼
- 中西清起(1997〜2003、16〜) ABCグループ解説者兼
- 大石大二郎(1998〜2002、14〜) カンテレ（本数契約）解説者兼
- 権藤博(2013〜) ※名古屋本社分の解説も兼務している。東海テレビ・J SPORTS解説者兼
- 今岡真訪(2013～15、22、25～) サンテレビ・Tigers-ai解説者兼任
- 桧山進次郎（2014〜) ABCグループ解説者兼
- 緒方孝市 (2020～)※主に広島版を中心に担当。サンテレビ・TBSチャンネル（本数契約）・ Tigers-ai解説者兼
- 鳥谷敬（2022〜) ※パナソニック野球部のコーチで、日本テレビ・フジテレビ・NHK大阪放送局・在阪民放各局（テレビ大阪を除く）・サンテレビゲスト解説者および、MBSラジオ「準解説者」兼務。
- 岩田稔 (2022〜) ※阪神タイガースのコミュニティ・アンバサダーで、ABCグループ・カンテレ・Tigers-ai解説者兼

##### 西部本社
- 浜名千広(2006〜) RKB毎日放送（テレビ・ラジオ）・TOKYO MX・スポーツライブ+解説者兼

### 高校野球
- 小倉全由(2023〜)  ※元日大三高硬式野球部監督、プロ野球未経験。

### サッカー
- セルジオ越後 - コラム『ちゃんとサッカーしなさい』を担当。
- 永島昭浩（主として大阪地区）
- 澤登正朗
- 宮澤ミシェル
- 秋田豊
- 中山雅史

### 競輪
- 中野浩一
- 山口幸二

### 競馬

#### 評論家
- 大川慶次郎（東日本地区） - 1994年ケイシュウNEWSから移籍。亡くなる直前までコラム『自信あり!!』を担当。
- 坂口正大（2011〜 主として西日本地区）
- 佐藤哲三 - 元JRA騎手。2014年の引退後に着任[48]。コラム『哲三塾』（西日本社のみ）を担当、MBSラジオ『GOGO競馬サンデー!』、佐賀競馬場公式Youtube『SAGAリベンジャーズ』兼務。
- 西山茂行 - 「セイウン」「ニシノ」の冠で知られるオーナーブリーダー、東京馬主協会副会長。コラム『言わせてもらう』を担当。

#### 主な記者
現職
- 明石尚典（あかし・たかのり） - 大阪本社データベース班（内勤）。2024年大阪スポーツから移籍。ラジオ日本『日曜競馬実況中継』（2部前半・「万券請負人」コーナー）を歴任。
- 井上力心（いのうえ・よしきよ） - 東京本社調教取材担当。BS11『BSイレブン競馬中継』日曜スタジオ解説者（松田と分担）。
- 奧岡幹浩 - フリーライター→毎日新聞出版→時事通信社を経て2019年中途入社。
- 太田尚樹 - 大阪本社西日本主場本紙予想。
- 岡山俊明 - 元東京本社レース部長。
- 久野朗 - 東京本社レース部次長。コラム『朗報です!!』を担当。
- 桑原幹久 - 第7代東日本主場本紙予想。松田の後継として2025年（令和7年）3月29日付より、歴代最年少の32歳で本紙予想就任[49]。
- 木南友輔 - 東京本社中央競馬担当キャップ。通称キナミの帝王、同名コラムを担当。グリーンチャンネル『海外GIレース中継』解説、『イレブン競馬』日曜スタジオ解説を歴任（高木・松田と分担）。
- 沢畠功二 - 東京本社レース部長。
- 下村琴葉 - 大阪本社厩舎取材担当。2022年（令和4年）入社、下の名前を平仮名にした「ことは」のペンネームで活動。
- 高木一成 - 東京本社レース部次長、第5代東日本主場本紙予想を2011年から2021年（令和3年）12月まで担当。BSイレブン（日曜スタジオ解説）を歴任。
- 藤本真育 - 大阪本社厩舎取材担当。下の名前を音読みにした「マイク」のペンネームで活動。
- 明神理浩 - 大阪本社調教取材担当。2023年大阪スポーツより移籍。

過去
- 五味昭一郎 - 第2代東日本主場本紙予想。1972年に橋本から引き継ぐが、1977年に堀内と交代。
- 橋本邦治 - 初代東日本主場本紙予想。公認競馬再開から1972年まで担当。日本短波放送『中央競馬実況中継』、北海道テレビ『HTB土曜競馬中継』解説者を歴任。
- 堀内泰夫 - 第3代東日本主場本紙予想、1977年（昭和52年）から2002年（平成14年）まで担当。その後2020年7月まで紙面コラム『3番勝負』を執筆、2022年2月6日死去[50]。
- 松田直樹 - 第6代東日本主場本紙予想。2022年（令和4年）1月5日就任[51]。イレブン競馬（日曜スタジオ解説）を歴任（木南・井上と分担）。他部署異動のため2025年3月23日のG2阪神大賞典限りで本紙予想並びにイレブン競馬を退任。日刊スポーツの東主場本紙予想者としては歴代最短の在任期間となった。
- 三嶋まりえ - 東京本社厩舎取材担当。まりえの通称で知られメイン馬柱[注 14] 中の紅一点だったが、2022年8月に東京スポーツへ移籍[52]。
- 水島晴之 - 第4代東日本主場本紙予想。2002年に堀内から引き継いで就任、2011年（平成23年）4月まで担当。イレブン競馬（日曜スタジオ解説）を歴任。2024年8月死去。

## コマーシャル
テレビ
- 通常は朝日放送の関連会社、スカイ・Aスポーツプラスで「日汗（にっかん）してます。日刊スポーツ」なるCMを放映。それには武藤敬司（プロレスラー）も出演している。
- また大阪版では2007年4月の新誌面をきっかけに、ザ・たっちをモデルに起用したCMが放送された（#外部リンクを参照）。

ラジオ
- ABCラジオでの阪神戦中継でスポンサーとなっている。

## 関連会社
※持株会社および新聞発行元各社を除く。

### 印刷会社
- 朝日プリンテック
  - 朝日弘前プリンテック
- 日刊スポーツPRESS（旧・日刊スポーツ印刷社（2019年4月に日刊編集センターを吸収合併し商号変更）。2025年4月印刷事業を朝日プリンテックに移管したうえで日刊スポーツ新聞東京本社に商号変更し、日刊スポーツ東日本版の発行元となる。）
  - 北海道日刊スポーツ印刷社（2024年解散）
  - 仙台日刊印刷（2024年解散）
  - 日刊オフセット（→2011年4月「朝日プリンテック」に吸収合併）

### 出版社
- 日刊スポーツ出版社（現・日刊スポーツ新聞東京本社） - 2019年1月「編集センター」に、さらに同年10月「印刷社」に吸収合併され解散[53]。

### その他
- 日刊スポーツロジテム（2013年4月に「印刷社」に吸収合併され解散）
- 日刊編集センター（現・日刊スポーツ新聞東京本社） - 2019年10月「印刷社」に吸収合併され解散[53]。
- 日刊スポーツビジネスサポート（旧・日刊スポーツ興産）
- 滝山（旧・たきやま）
- 日刊スポーツクリエィション（旧・日刊スポーツエージェンシー）
- 日刊スポーツNEWS - 2021年4月設立。Webサイト『nikkansports.com』の編集を担当[54][55]